# Badkarsmusik
Badkarsmusik (originaltitel: Hot Water Music) är en novellsamling av Charles Bukowski, publicerad 1983 av Black Sparrow Press. Första svenska utgåvan kom 1984, i översättning av Einar Heckscher. Musikgruppen Hot Water Music hämtade sitt namn från Bukowskis verk.

## Innehåll
Samlingen innehåller 36 noveller:
| - Less Delicate than the Locust - Scream When You Burn - A Couple of Gigolos - The Great Poet - You Kissed Lily - Hot Lady - It's a Dirty World - 900 Pounds - Decline and Fall - Have You Read Pirandello? - Strokes to Nowhere - Some Mother - Scum Grief - Not Quite Bernadette - Some Hangover - A Working Day - The Man Who Loved Elevators - Head Job | - Turkeyneck Morning - In and Out and Over - I love you Albert - White Dog Hunch - Long Distance Drunk - How To Get Published - Spider - The Death of the Father I - The Death of the Father II - Harry Ann Landers - Beer at the Corner Bar - The Upward Bird - Cold Night - A Favor for Don - Praying Mantis - Broken Merchandise - Home Run - Fooling Marie |